# Saint-Hervé
Saint-Hervé är en kommun i departementet Côtes-d'Armor i regionen Bretagne i nordvästra Frankrike. Kommunen ligger i kantonen Uzel som tillhör arrondissementet Saint-Brieuc. År 2022 hade Saint-Hervé 413 invånare.

## Befolkningsutveckling
Antalet invånare i kommunen Saint-Hervé
Referens:INSEE